# Заберезник (Енангское сельское поселение)
Заберезник — деревня в Кичменгско-Городецком районе Вологодской области.
Входит в состав Енангского сельского поселения, с точки зрения административно-территориального деления — в Нижнеенангский сельсовет.
Расстояние по автодороге до районного центра Кичменгского Городка составляет 49 км, до центра муниципального образования Нижнего Енангска — 10 км. Ближайшие населённые пункты — Малое Сирино, Большое Сирино, Шеломец.
Население по данным переписи 2002 года — 5 человек.